# Aviation Week & Space Technology
Aviation Week & Space Technology, souvent abrégé en Aviation Week ou AW&ST, est un magazine hebdomadaire américain dont la première mouture est édité en 1916. Les nouvelles qu'il publie se concentrent sur l'industrie aéronautique. Depuis 2016, Aviation Week est détenu par Informa.

## Culture populaire
Des gens travaillant dans le milieu de la défense militaire le surnomment parfois « Aviation Leak and Space Mythology » (« Fuite dans l'aéronautique et mythologie de l'espace »).